# Kumane (Veliko Gradište)
Pour les articles homonymes, voir Kumane.
Kumane (en serbe cyrillique : Кумане) est un village de Serbie situé dans la municipalité de Veliko Gradište, district de Braničevo. Au recensement de 2011, il comptait 318 habitants.

## Démographie

### Évolution historique de la population
| 1948 | 1953 | 1961 | 1971 | 1981 | 1991 | 2002 | 2011 |
| ---- | ---- | ---- | ---- | ---- | ---- | ---- | ---- |
| 686  | 677  | 690  | 644  | 617  | 598  | 431  | 318  |

|  |